# 醫院角

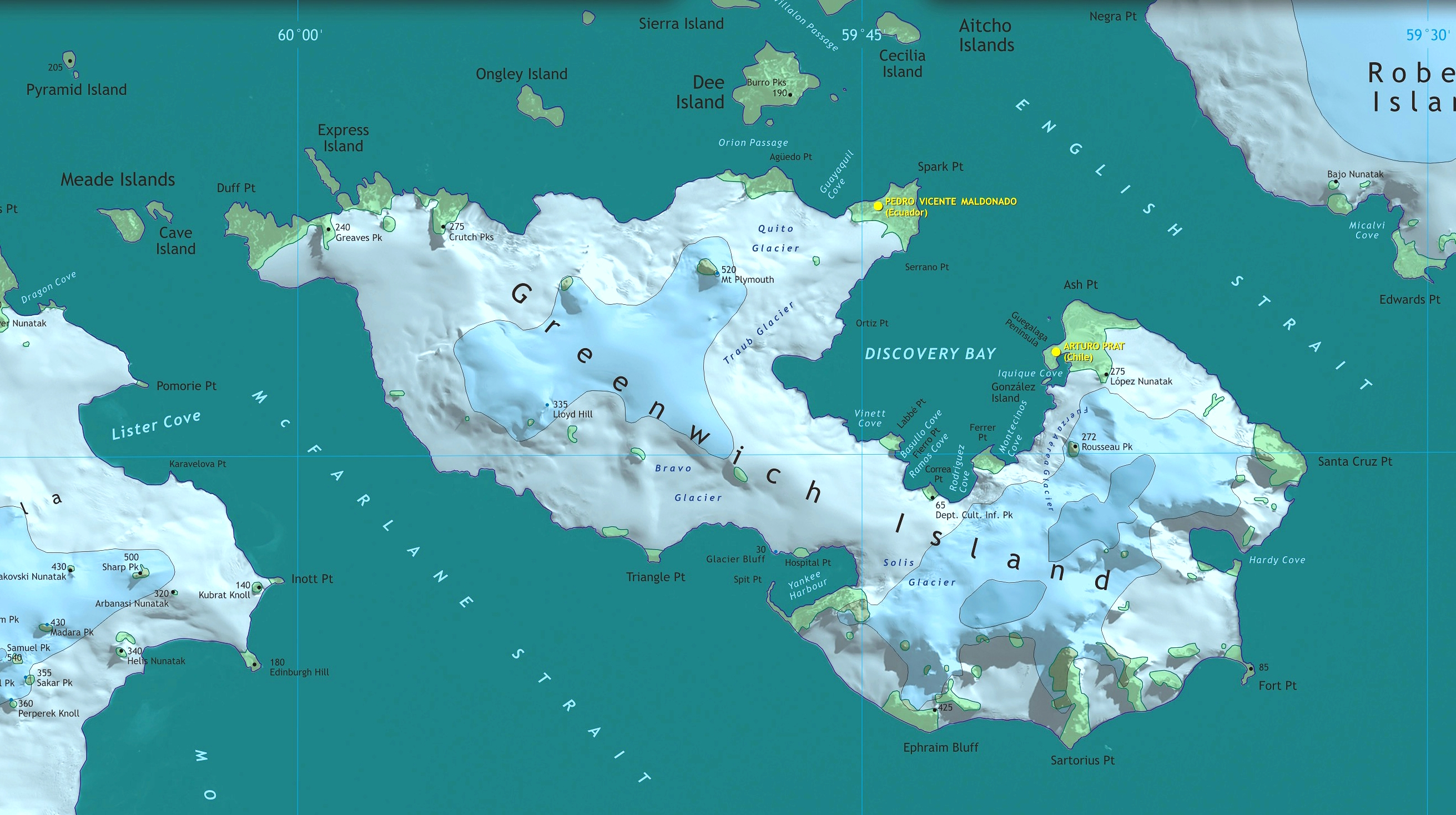

62°32′S 59°47′W / 62.533°S 59.783°W
醫院角（英語：Hospital Point），是南極洲的海岬，位於南設得蘭群島的格林尼治島，處於冰川崖以東的揚基港北岸，由英國研究隊命名和繪入地圖，現時由南極條約體系管理。